# Overcooked
Overcooked (estilizado como Overcooked!) es un videojuego de simulación de cocina de 2016 desarrollado por Ghost Town Games y publicado por Team17. La jugabilidad está centrada en un modo cooperativo local, donde los jugadores controlan a varios chefs en cocinas llenas de diversos obstáculos y peligros para preparar rápidamente comidas según pedidos específicos dentro de un límite de tiempo. El videojuego se lanzó para PlayStation 4, Windows y Xbox One en agosto de 2016. En julio de 2017 se lanzó una versión para Nintendo Switch.
Overcooked recibió muchas reseñas positivas tras su lanzamiento y fue nominado a cuatro premios en la 13.ª edición de los Premios BAFTA de Videojuegos, y finalmente ganó dos premios como Mejor Juego Británico y Mejor Juego Familiar. En agosto de 2018 se lanzó una secuela, Overcooked 2. Una versión remasterizada incluida con la secuela subtitulada All You Can Eat se lanzó como título de lanzamiento para Xbox Series X y PlayStation 5 en noviembre de 2020, y en Google Stadia en mayo de 2022.

## Jugabilidad

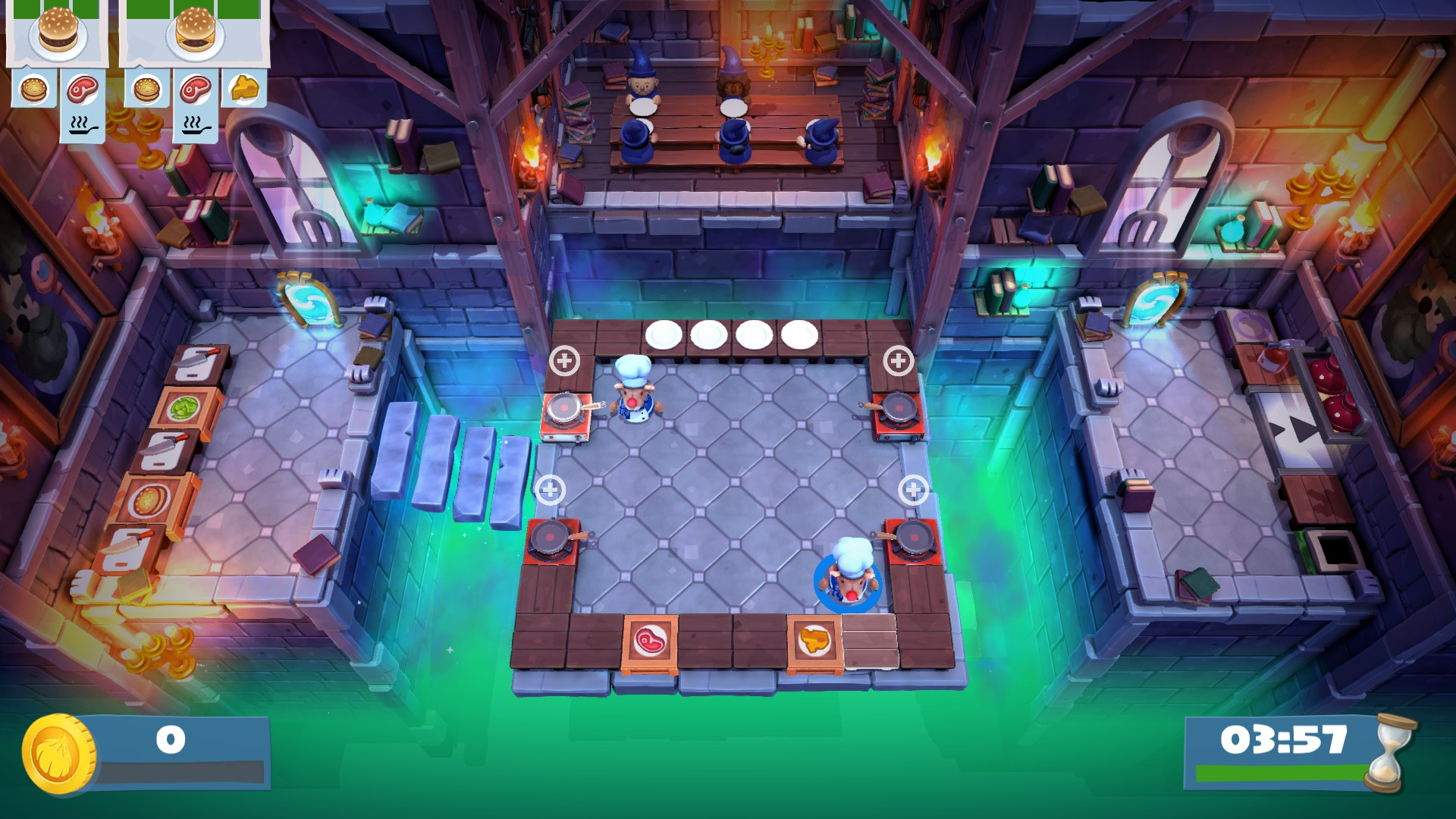
Jugabilidad recocida 2

Los jugadores de Overcooked asumen el papel de chefs en una cocina, preparando comidas mediante la preparación de ingredientes, cocinando, sirviendo y limpiando, todo ello bajo un límite de tiempo para completar tantos platos como sea posible. Durante una ronda, a los jugadores se les presenta una orden que deben completar en un corto período de tiempo. Los chefs trabajan juntos para completar esa comida a tiempo. En la mayoría de los casos, se presentarán en una cola varios pedidos de diferentes tipos o variedades de comidas, lo que requerirá que los chefs trabajen juntos para completar los pedidos de forma eficaz. Completar cada pedido correctamente proporciona monedas, con bonificaciones por velocidad, mientras que los pedidos que se sirven incorrectamente no ganan puntos sino que solo hacen perder tiempo. El objetivo es recolectar tantas monedas como sea posible dentro del límite de tiempo. Los jugadores se clasifican en un sistema de 3 estrellas según la cantidad de monedas que obtuvieron.
El aspecto culinario se ve dificultado por la distribución de la cocina, que cambia en cada nivel. Las estaciones para ingredientes, áreas de preparación, estufas y hornos, ventanas para servir y platos generalmente están todos separados en la cocina, lo que requiere tiempo para moverse entre ellos. También puede haber otros obstáculos o desafíos, como una cocina separada por un paso de peatones, con los peatones potencialmente interponiéndose en el camino del chef, o también la cocina puede ubicarse en lugares complicados de moverse, como en un camión o en un iceberg. Hay alrededor de 28 cocinas diferentes en la campaña del juego junto con un nivel de jefe final.
Overcooked fue diseñado como una experiencia cooperativa local para hasta cuatro jugadores. También hay una opción multijugador competitiva, que requiere que los chefs consigan la mayor cantidad de puntos en un tiempo limitado. El videojuego también tiene un modo para un solo jugador donde el jugador puede controlar a dos chefs, alternando entre ellos en cualquier momento o, al seleccionar un esquema de control específico, puede intentar controlarlos a ambos al mismo tiempo.

## Desarrollo
Overcooked fue el primer videojuego desarrollado por la empresa Ghost Town Games, con sede en Cambridge, Reino Unido. La empresa fue fundada por Phil Duncan y Oli De-Vine, quienes anteriormente habían trabajado en Frontier Developments durante unos ocho años, antes de partir para iniciar su propia empresa. Desde el principio, los dos sabían que querían hacer un videojuego cooperativo y notaron que la mayoría de los videojuegos solo agregaban elementos cooperativos como una ocurrencia tardía a la experiencia para un jugador. Por ello, querían desarrollar un videojuego en el que la naturaleza cooperativa fuera el punto central.
El ambiente de la cocina se basó en la experiencia pasada de Duncan trabajando como barman y camarero. Duncan mencionó que «las cocinas siempre me han parecido una analogía perfecta para un juego cooperativo: una ocupación en la que el trabajo en equipo, la gestión del tiempo, la conciencia espacial y los gritos son de vital importancia». Los diseños de niveles iniciales se crearon para enfatizar la necesidad de trabajar juntos. Por ejemplo, crear una barrera en una cocina por la que un jugador tendría que caminar, pero transferir un ingrediente a otro jugador llevaría mucho menos tiempo. Descubrieron que los probadores rápidamente descubrieron cómo manejar a sus personajes de manera eficiente en estas cocinas, a menudo cayendo en patrones rutinarios pero efectivos, y luego procedieron a agregar otros elementos basados en esta retroalimentación. Incluían acciones de cocina que llevarían tiempo completar por sí solas y que hacían que los jugadores encontraran otras tareas para ocupar el tiempo de su chef y mejorar la eficiencia. Un nivel de cocina incluiría más tareas que chefs disponibles, por lo que los jugadores no podrían permanecer en una sola estación durante una ronda completa. Otra adición fueron las interrupciones en el diseño de la cocina, que descubrieron que requerían que los jugadores estuvieran en estrecha comunicación para seguir siendo efectivos, parte de los objetivos de diseño que querían para el juego. Para mantener el juego simple, eliminaron un sistema basado en vidas en favor de uno basado en puntuación para que los jugadores no se sintieran presionados por cometer pequeños errores, y un sistema simple basado en íconos para mostrar los pasos a seguir o que se han completado para evitar tener al mínimo las complejidades de recordar lo que ya había hecho otro jugador. Los diseños de niveles finales se optimizaron para encontrar un equilibrio adecuado entre desafío y diversión según los resultados de las pruebas de juego.
Debido a que Ghost Town era solo un equipo de dos personas desarrollando un videojuego de hasta cuatro jugadores, el estudio pasó gran parte de su tiempo llevando el videojuego a festivales y convenciones de videojuegos para realizar demostraciones y obtener comentarios de los jugadores allí, a menudo solucionando errores sobre la marcha en estos eventos. Los comentarios llevaron a un cambio importante de centrar el videojuego en las diversas recetas a diseños de niveles más interesantes, ya que descubrieron que los jugadores estarían más interesados en desempeñarse bien en niveles complejos y dinámicos.
En mayo de 2016, Team17 anunció que ayudarían a publicar el videojuego. Team17 los llevó en avión para asistir a la E3 2016 y mostrar el videojuego; como estaban situados al lado del puesto de Yooka-Laylee, Overcooked llamó mucho la atención en el evento.
Después del lanzamiento, se hicieron planes para producir un paquete minorista del videojuego, y Duncan y De-vine dedicaron gran parte de su tiempo durante 2016 a desarrollar contenido descargable que se incluiría en la versión comercial. La versión de Nintendo Switch incluye todas las expansiones disponibles, así como soporte para la función de vibración HD de Switch. El paquete DLC lanzado para el videojuego incluye "The Lost Morsel" y "Festive Seasoning".

## Recepción
Overcooked recibió reseñas generalmente positivas en su lanzamiento, destacando el reconocimiento por la dinámica durante el juego cooperativo: «Overcooked es fantástico debido a su compromiso con una cooperación escandalosa, hilarante y desafiante». Las reseñas de la edición de Switch indicaron una baja velocidad de fotogramas, que con frecuencia caía por debajo de los 30 fotogramas por segundo.

### Premios
| Año  | Premio                                           | Categoría                     | Resultado | Ref.          |
| ---- | ------------------------------------------------ | ----------------------------- | --------- | ------------- |
| 2016 | TIGA Games Industry Awards                       | Best Creative Gameplay        | Nominado  | [ 25 ]        |
| 2016 | TIGA Games Industry Awards                       | Debut Game                    | Ganador   | [ 25 ]        |
| 2016 | TIGA Games Industry Awards                       | Best Game By A Small Studio   | Nominado  | [ 25 ]        |
| 2016 | The Game Awards 2016                             | Best Multiplayer Game         | Nominado  | [ 26 ]        |
| 2016 | Giant Bomb's 2016 Game of the Year Awards        | Best Multiplayer              | Nominado  | [ 27 ]        |
| 2016 | Independent Games Festival                       | Seumas McNally Grand Prize    | Nominado  | [ 28 ]        |
| 2016 | Independent Games Festival                       | Excellence in Design          | Nominado  | [ 28 ]        |
| 2016 | 13.ª edición de los Premios BAFTA de Videojuegos | Mejor Videojuego Debut        | Nominado  | [ 29 ] [ 30 ] |
| 2016 | 13.ª edición de los Premios BAFTA de Videojuegos | Mejor Videojuego Británico    | Ganador   | [ 29 ] [ 30 ] |
| 2016 | 13.ª edición de los Premios BAFTA de Videojuegos | Mejor Videojuego Familiar     | Ganador   | [ 29 ] [ 30 ] |
| 2016 | 13.ª edición de los Premios BAFTA de Videojuegos | Mejor Videojuego Multijugador | Nominado  | [ 29 ] [ 30 ] |

## Secuela
El 12 de junio de 2018 se anunció una secuela titulada Overcooked 2.  Fue lanzada el 7 de agosto de 2018 para Nintendo Switch, PlayStation 4, Xbox One y Microsoft Windows. Además del modo multijugador local, la secuela permite el modo multijugador inalámbrico y en línea.
Overcooked: All You Can Eat, un videojuego recopilatorio que incluye Overcooked y Overcooked 2, se lanzó el 10 de noviembre de 2020 para Xbox Series X/S y el 12 de noviembre de 2020 para PlayStation 5. La compilación llegó a Nintendo Switch, PlayStation 4, Xbox One y Microsoft Windows el año siguiente, el 23 de marzo de 2021. Se lanzó una versión para Google Stadia el 5 de mayo de 2022. El contenido de Overcooked se remasterizó utilizando el motor de Overcooked 2 y se habilitó el modo multijugador en línea.